# Thaumatococcus daniellii
A Thaumatococcus daniellii, também conhecida como katemfe, é uma espécie da família de plantas Marantaceae, nativa de floresta tropical da África Ocidental e é famosa pelo seu produto industrial: a taumatina, um adoçante natural de baixa caloria. A seiva de suas folhas é um potente antídoto contra veneno de cobras e picada de abelha. Tem propriedades antioxidantes, inseticidas e antimicrobianas e possui em sua composição vários micronutrientes, princípios ativos e compostos importantes.

## Definição

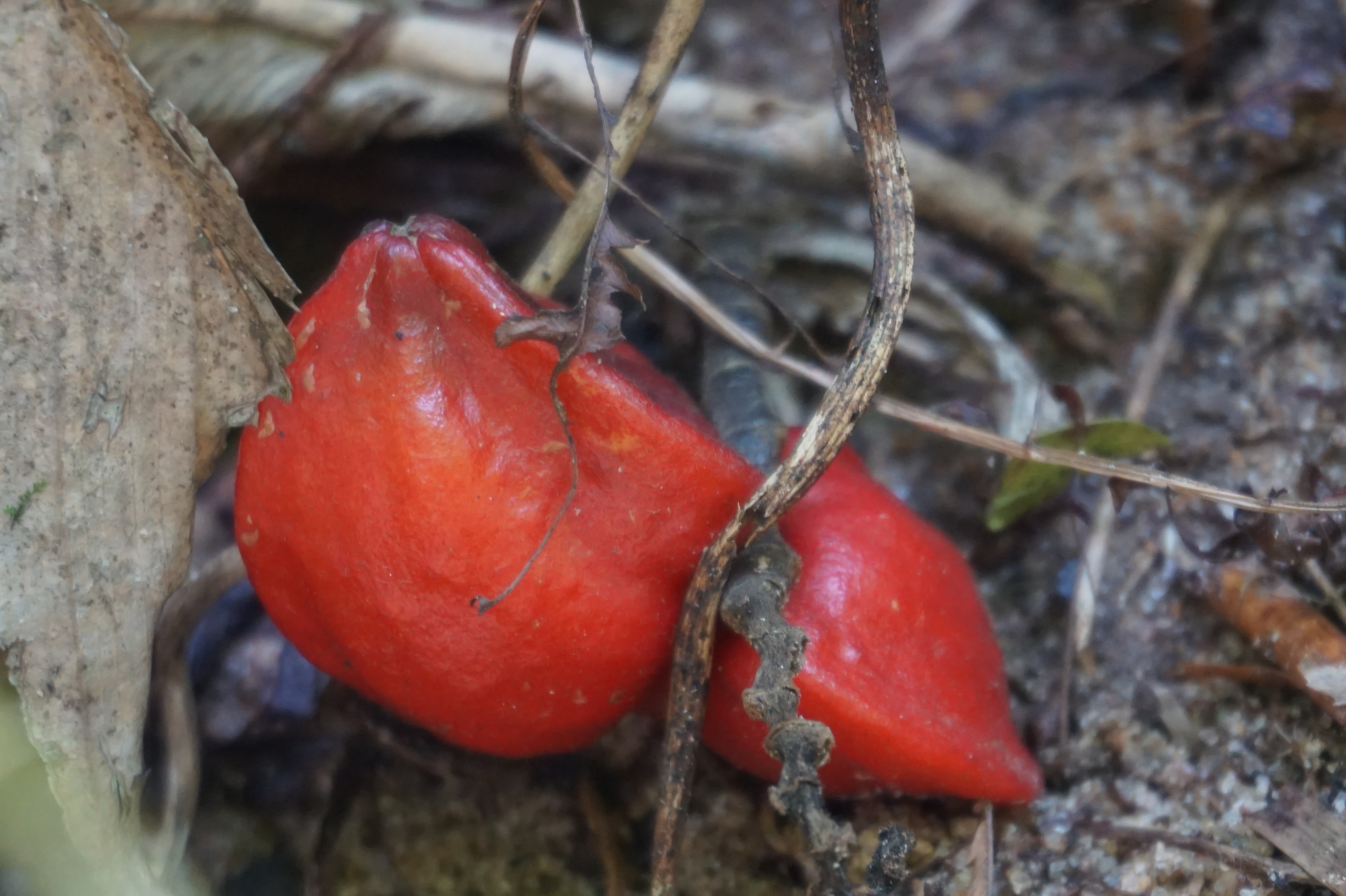
Fruto da Thaumatococcus daniellii

Thaumatococcus daniellii é uma planta selvagem pertencente à família Marantaceae originária da África Subsaariana. Também conhecida como fruta milagrosa (“miraculous fruit”) e como katemfe é uma erva rizomatosa, florida e cresce até 40 cm de altura. Os frutos têm formato de pirâmide e tonalidade marrom-avermelhada quando maduros, além de sementes pretas envoltas em uma polpa amarelada e fina. Suas folhas são ovais e grandes (60cm de altura e 40 cm de largura) e flores violeta. A polpa possui uma substância muito doce, uma proteína conhecida como taumatina utilizada como adoçante natural de baixa caloria.

## Usos folclóricos e etnomedicinais
As raízes e os frutos do katemfe são utilizados na República Democrática do Congo para tratar mulheres em trabalho de parto com complicações. A seiva tem sido documentada como agente emético no tratamento de doenças pulmonares e antídoto contra veneno de cobra e picada de abelhas. Os frutos e polpas são utilizados como laxante. Folhas e raízes também são utilizados como tranquilizantes no tratamento de transtornos psiquiátricos.
As folhas são utilizadas no embrulho de arroz cozido, os pecíolos são utilizados na tecelagem de esteiras e cestos. . As folhas e seu óleo essencial possuem propriedade antioxidante. O extrato da semente tem efeito hepatoprotetor e, o extrato da folha, efeitos positivos sobre o perfil lipídico do plasma, rim e fígado.

## Fitoquímica e composição nutricional
O pericarpo e as sementes da planta contém alto teor de ácidos fíticos, taninos, saponinas e polifenois. Nas frutas, folhas, e raízes há presença de alcalóides, taninos, saponinas e flavonóides.
Muitos macro e micronutrientes estão presentes em diferentes regiões da planta. O talo contém fósforo e nitrogênio, os arilos, frutos e folhas são fontes de cálcio, magnésio e fósforo. Vitaminas (A, B1, B3, B6, B12 e C) foram relatadas no extrato das folhas e das sementes da planta, com vitamina B12 sendo a mais abundante. Em 100g de extrato aquoso de folha, fruto e semente foi encontrado alto teor de carboidrato (29,08%), baixo de gordura (3,85%) e médio de proteína (19,01%), além de cinzas (10,6%) e umidade. [5][3] Os ácidos oléico, palmítico e linoleico foram os principais constituintes de ácidos graxos do óleo extraído da semente.

## Taumatina e transgênicos
O fruto katemfe origina a taumatina, uma proteína de sabor doce que se liga especificamente aos receptores de sabor, realçando alguns sabores e mascarando outros. Essa proteína está disponível comercialmente e é usada como adoçante natural e realçador de sabor. Produtos transgênicos como batata, pepino e tomate foram produzidos expressando o gene da taumatina e alterações no sabor foram verificadas. As principais características observadas são o sabor adocicado e sabor residual de alcaçuz que dura alguns minutos e é característico da taumatina.

## Aspectos culturais e usos
A planta de Thaumatococcus daniellii é utilizada de diversas formas. Além de fornecer a taumatina para a indústria alimentícia, foi observado o uso de suas folhas na embalagem de produtos alimentícios, como carnes, oleaginosas e grãos, nas cidades nigerianas após seu cultivo pelas tribos nativas. Devido às fortes raízes culturais que tal costume possui, sendo ele praticado e perpetuado por gerações de famílias indígenas, e também ao sabor particular que os alimentos embalados nas folhas apresentam, é observada a manutenção no cotidiano desses povos e, também, sua popularização em regiões distintas, chegando a atingir a América do Sul e os Estados Unidos da América.
Além disso, devido ao dulçor apresentado por suas sementes, estas eram comercializadas em canoas, por volta de 1839, servindo como adoçantes em preparações como pães e chás.

## Aspectos econômicos
Apesar de seu alto potencial de retorno econômico, visto que todas as partes da planta, desde seu fruto, as sementes, folhas e raízes, podem ser utilizadas por diversos setores da indústria, a katemfe ainda tem seus fins comerciais pouco explorados.
Thaumatococcus daniellii é uma boa fonte de geração de renda para as famílias da zona rural comunidades do Estado de Ekiti. Há muitos usos para os quais o planta foi colocada, desde embalagens de alimentos, noz de cola, ração animal, tecelagem de esteiras, polpação, adoçante, uso medicinal. Esses usos aumentam a renda de muitas pessoas e melhoram sua qualidade de vida. O empreendimento é lucrativo mas não atingiu um nível de rentabilidade razoável pois as áreas de plantação geralmente são muito reduzidas. Sua contribuição para a economia nacional é insignificante, entretanto uso das frutas como adoçantes na indústria alimentícia e farmacêutica sem dúvida podem melhorar a economia industrial do país.